# Lars Ahlfors
Lars Valerian Ahlfors (født 18. april 1907, død 11. oktober 1996) var en finsk matematiker, husket for sit arbejde inden for Riemann-flader og hans værk om kompleks analyse.

## Baggrund
Ahlfors blev født i Helsinki. Hans mor, Sievä Helander, døde ved hans fødsel. Hans far, Axel Ahlfors, var professor i ingeniørvidenskab ved Aalto Universitet. Ahlfors-familien talte svensk, så han gik først på privatskole, hvor alle timer blev undervist på svensk. Ahlfors studerede på Helsinki Universitet fra 1924, graduerede i 1928 efter at have studeret under Ernst Lindelöf og Rolf Nevanlinna. Han assisterede Nevanlinna i 1929 i hans arbejde med Denjoys formodning om antallet af asymptotiske værdier af en hel funktion. Han færdiggjorde sin ph.d. fra Helsinki Universitet i 1930.